# Rødnæbbet and
Rødnæbbet and (Anas erythrorhyncha) er en subsaharisk andefugl.